# Independientes (Colombia)
Independientes fue un movimiento político colombiano, que tuvo participación en las elecciones locales de Medellín de 2019, logrando elegir como alcalde de la ciudad a Daniel Quintero Calle, el más popular burgomaestre de dicha ciudad en los últimos años, y dos curules en el Concejo. Obtuvo su personería jurídica en 2023 con la que participaron en las elecciones locales a nivel nacional y la perdió en mayo del 2024.

## Historia
A finales de 2018 comenzó la recolección de firmas en donde lograron avalar 53.000 de las 153.000 que le entregaron a la Registraduría. Se construyeron las bases del movimiento, mediante una agenda basada en la innovación y el emprendimiento con sentido social como primeros renglones.
Las proposiciones resultantes fueron:
1. Hay que detener de forma inmediata la destrucción de ecosistemas y el medio ambiente.
2. Una ciudad justa garantiza oportunidades para todos sus habitantes.
3. El diálogo y el respeto a la diferencia son el camino para la reconciliación.
4. El desarrollo se debe potenciar desde la innovación social.
5. La protección y defensa de lo público no es negociable.
6. La administración pública debe ser ejercida con transparencia y eficiencia.
7. La educación es la mejor herramienta para reducir las desigualdades.
8. El estado debe proteger la vida y bienes de los ciudadanos.
9. Cuidar la salud de las personas es cuidar la salud de la ciudad.

## Líderes
- Daniel Quintero Calle, exalcalde de Medellín (2020-2023) impulsor del movimiento, además de haber sido viceministro de TIC durante el gobierno de Juan Manuel Santos y gerente de INNpulsa, creó el movimiento el Partido del Tomate de alcance Nacional, donde ciudadanos corrientes lanzaban tomates a esculturas y pinturas alusivas a políticos, en señal del protesta, incluido el Presidente de Colombia.[2][3][4] Durante su campaña hizo múltiples denuncias de supuesta corrupción al interior de EPM y fue fuerte crítico del proyecto energético Hidroituango.[cita requerida] Desde su posesión, Quintero ha tenido una fuerte oposición de varios sectores políticos y empresariales en Medellín que lo han acusado de violación al gobierno corporativo de EPM, malas prácticas de contratación en el Hospital General, el programa Buen Comienzo, entre otras polémicas.[5] También lo acusan de relacionarse con sectores políticos de dudosa reputación como lo es la familia Suárez Mira de la ciudad de Bello, y los exsenadores Mario Castaño, imputado por corrupción, y Julián Bedoya, investigado por presuntamente haberse valido de su investidura como congresista para obtener fraudulentamente su título como abogado.[6] (Véase también: Daniel Quintero)
- Álex Flórez Hernández: Concejal de Medellín[7] (2020-2021) por el Movimiento Independientes, fue representante de los estudiantes en la Universidad de Medellín (2014-2018), miembro de la Federación Nacional de Representantes Estudiantiles (Fenares) (2014-2018), representante de los estudiantes de Colombia en el Consejo Nacional de Educación Superior-CESU (2018). Elegido senador por el Pacto Histórico, ha sido acusado de violencia doméstica contra su expareja y además protagonizó un escándalo en 2022 por agredir vebalmente a unos policías en Cartagena cuando se encontraba en estado de embriaguez.[8]
- Luis Bernardo Vélez Montoya: médico cirujano y político colombiano. Concejal de Medellín por el movimiento Independientes.[9]
- Juan Carlos Upegui Vanegas: político, y filósofo colombiano. Ex-secretario de la No Violencia de Medellín (2020-2022).[10] Cofundador de Independientes (Colombia).[11]

## Resultados Electorales
|  | 38.56 % |

|  | 8.39 % |